# Coppa Ottorino Barassi
The Coppa Ottorino Barassi var en fotbollsturnering uppkallad efter Ottorino Barassi som spelades mellan 1968 och 1976. Deltagande lag var vinnaren av Engelska FA Amateur Cup och Coppa Italia Dilettanti. Den avgjordes i två matcher, en match på vardera deltagande klubbs hemmaarena. Leytonstone vann den första tävlingen 1968, de vann tack vare Bortamålsregeln då första matchen hemma slutade 1-1 och bortamatchen slutade 2-2. Året därpå delades vinsten då båda matcherna slutade 2-0 till hemmalaget. 1974 spelades inte tävlingen, och efter nedläggningen av FA Amateur Cup samma år kom England att representeras av mästarna från Isthmian Leagues Second Division. Sista året som tävlingen spelades var 1976 när Unione Sportiva Soresinese vann på straffar. Det var också enda gången som ett italienskt lag vann tävlingen.

## Matcher

### Nyckel
| †        | Vann med regeln om bortamål                          |
| *        | Vinnare efter straffar                               |
| Fet text | Talar om vilket lag som vunnit den tvådelade finalen |

### Resultat
| År   | Land                                                           | Hemmalag                                                       | Resultat                                                       | Bortalag                                                       | Land                                                           | Notes |
| ---- | -------------------------------------------------------------- | -------------------------------------------------------------- | -------------------------------------------------------------- | -------------------------------------------------------------- | -------------------------------------------------------------- | ----- |
| 1968 | ENG                                                            | Leytonstone                                                    | 1–1                                                            | Stefer Roma                                                    | ITA                                                            | [ 1 ] |
| 1968 | ITA                                                            | Stefer Roma                                                    | 2–2 †                                                          | Leytonstone                                                    | ENG                                                            | [ 1 ] |
| 1968 | Aggregate 3–3, Leytonstone vann på bortamål                    |                                                                |                                                                |                                                                |                                                                | [ 1 ] |
| 1969 | ENG                                                            | North Shields                                                  | 2–0                                                            | Almas Roma                                                     | ITA                                                            | [ 1 ] |
| 1969 | ITA                                                            | Almas Roma                                                     | 2–0                                                            | North Shields                                                  | ENG                                                            | [ 1 ] |
| 1969 | Aggregate 2–2, North Shields och Almas delade vinsten          |                                                                |                                                                |                                                                |                                                                | [ 1 ] |
| 1970 | ENG                                                            | Enfield                                                        | 3–0                                                            | Ponte San Pietro                                               | ITA                                                            | [ 1 ] |
| 1970 | ITA                                                            | Ponte San Pietro                                               | 2–1                                                            | Enfield                                                        | ENG                                                            | [ 1 ] |
| 1970 | Enfield vann med 4–2                                           |                                                                |                                                                |                                                                |                                                                | [ 1 ] |
| 1971 | ENG                                                            | Skelmersdale United                                            | 2–0                                                            | Montebelluna                                                   | ITA                                                            | [ 1 ] |
| 1971 | ITA                                                            | Montebelluna                                                   | 1–0                                                            | Skelmersdale United                                            | ENG                                                            | [ 1 ] |
| 1971 | Skelmersdale United vann med 2–1                               |                                                                |                                                                |                                                                |                                                                | [ 1 ] |
| 1972 | ENG                                                            | Hendon                                                         | 2–0                                                            | Unione Valdinievole                                            | ITA                                                            | [ 1 ] |
| 1972 | ITA                                                            | Unione Valdinievole                                            | 1–1                                                            | Hendon                                                         | ENG                                                            | [ 1 ] |
| 1972 | Hendon vann med 3–1                                            |                                                                |                                                                |                                                                |                                                                | [ 1 ] |
| 1973 | ENG                                                            | Walton & Hersham                                               | 4–0                                                            | Jesolo                                                         | ITA                                                            | [ 1 ] |
| 1973 | ITA                                                            | Jesolo                                                         | 0–2                                                            | Walton & Hersham                                               | ENG                                                            | [ 1 ] |
| 1973 | Walton & Hersham vann med 6–0                                  |                                                                |                                                                |                                                                |                                                                | [ 1 ] |
| 1974 | Spelades inte Kvalificerade lag: Bishop's Stortford, Miranese. | Spelades inte Kvalificerade lag: Bishop's Stortford, Miranese. | Spelades inte Kvalificerade lag: Bishop's Stortford, Miranese. | Spelades inte Kvalificerade lag: Bishop's Stortford, Miranese. | Spelades inte Kvalificerade lag: Bishop's Stortford, Miranese. | [a]   |
| 1975 | ITA                                                            | Banco di Roma                                                  | 0–1                                                            | Staines Town                                                   | ENG                                                            | [ 1 ] |
| 1975 | ENG                                                            | Staines Town                                                   | 2–0                                                            | Banco di Roma                                                  | ITA                                                            | [ 1 ] |
| 1975 | Staines Town vann med 3–0                                      |                                                                |                                                                |                                                                |                                                                | [ 1 ] |
| 1976 | ENG                                                            | Tilbury                                                        | 1–1                                                            | Soresinese                                                     | ITA                                                            | [ 1 ] |
| 1976 | ITA                                                            | Soresinese                                                     | 1–1 *                                                          | Tilbury                                                        | ENG                                                            | [ 1 ] |
| 1976 | 2–2 efter två matcher, Soresinese vann med 5–3 efter straffar  |                                                                |                                                                |                                                                |                                                                | [ 1 ] |